# Чемпіонат Чехословаччини з футболу 1928—1929
Середньочеська 1 ліга 1928/29 (чеськ. Středočeská 1. liga 1928/29) — п’ятий професіональний розіграш чемпіонату Чехословаччини з футболу. Переможцем змагань ушосте загалом і вдруге з часу введення професіоналізму став клуб «Славія» (Прага). 

## Підсумкова таблиця
|   | Турнірна таблиця     | М  | В  | Н | П  | МЗ | МП | О  |
| - | -------------------- | -- | -- | - | -- | -- | -- | -- |
| 1 | Славія (Прага)       | 12 | 10 | 1 | 1  | 47 | 15 | 21 |
| 2 | Вікторія (Жижков)    | 12 | 8  | 2 | 2  | 41 | 20 | 18 |
| 3 | Спарта (Прага)       | 12 | 5  | 3 | 4  | 32 | 21 | 13 |
| 4 | Богеміанс (Прага)    | 12 | 6  | 0 | 6  | 33 | 31 | 12 |
| 5 | Кладно               | 12 | 4  | 2 | 6  | 20 | 30 | 10 |
| 6 | Чехія Карлін (Прага) | 12 | 2  | 3 | 7  | 11 | 29 | 7  |
| 7 | Лібень               | 12 | 1  | 1 | 10 | 13 | 50 | 3  |

| 1928/29             | СЛА | ВІК | СПА | БОГ | КЛА | ЧЕХ | ЛІБ |
| «Славія» (Прага)    | ХХХ | 0:5 | 2:1 | 5:2 | 5:1 | 7:0 | 6:1 |
| «Вікторія» (Жижков) | 1:1 | ХХХ | 0:4 | 5:1 | 4:0 | 4:1 | 4:1 |
| «Спарта» (Прага)    | 3:4 | 2:3 | ХХХ | 4:2 | 6:4 | 1:1 | 7:0 |
| «Богеміанс»         | 0:4 | 4:2 | 4:1 | ХХХ | 4:1 | 4:0 | 3:2 |
| «Кладно»            | 0:3 | 1:1 | 1:1 | 3:2 | ХХХ | 2:1 | 3:0 |
| «Чехія Карлін»      | 0:1 | 1:3 | 0:0 | 0:4 | 2:1 | ХХХ | 2:2 |
| «Лібень»            | 1:9 | 1:5 | 0:2 | 4:3 | 1:3 | 0:3 | ХХХ |

## Найкращі бомбардири
| №  | Гравець         | Клуб      | Голи | Матчі |
| -- | --------------- | --------- | ---- | ----- |
| 1. | Антонін Пуч     | Славія    | 13   | 7     |
| 2. | Карел Подразіл  | Вікторія  | 11   | 12    |
| 3. | Богумил Йошка   | Славія    | 10   | 7     |
| 4. | Карел Бейбл     | Богеміанс | 10   | 12    |
| 5. | Їндржих Шолтис  | Славія    | 9    | 10    |
| 6. | Отто Новак      | Вікторія  | 8    | 9     |
| 7. | Антонін Шедивий | Богеміанс | 8    | 12    |
| 8. | Адольф Патек    | Спарта    | 7    | 9     |
| 9. | Йозеф Сильний   | Спарта    | 7    | 12    |

## Чемпіони
| 1. «Славія» Воротарі: Франтішек Планічка (-/0), Йозеф Слоуп-Штаплік (-/0) Фріц Тауссіг (-/0). Захисники: Еміл Сейферт (-/0), Адольф Фіала (-/0), Франтішек Черницький (10/0), Антонін Новак (7/0), Ян Рейнхардт (-/0). Півзахисники: Йозеф Плетиха (-/2), Антонін Водічка (10/0), Карел Чипера (-/1), Ладислав Шубрт (-/0). Нападники: Йозеф Кратохвіл (-/2), Антонін Пуч (-/13), Коломан Бобор (1/0), Франтішек Свобода (-/4), Їндржих Шолтис (-/8), Богуміл Йоска (-/10), Франтішек Юнек (-/6),. Тренер: Джон Вільям Мадден. |

## Призери
| 2. «Вікторія» Воротарі: Вацлав Бенда (-/0/-). Захисники: Франтішек Стеглік (-/0), Карел Стейнер (-/0). Півзахисники: Антонін Кліцпера (-/2), Вілем Кьоніг (-/0), Штепан Матей-Штепан (-/0), Войтех Сибал-Мікше (-/0). Нападники: Вацлав Баєр (-/0), Карел Громадка (-/6), Антонін Кржиштял (-/0), Карел Медуна (-/5), Отто Новак (-/8), Карел Подразіл (-/11), Ярослав Срба (-/5), Вацлав Ванік-Ваня (-/…). Невідома позиція: Вацлав Кржижек (-/0), Станіслав Соукуп (-/0). Тренер: Антонін Бребурда. |

| 3. «Спарта» Воротарі: Владімір Бєлік (1/0/-), Франтішек Гохманн (-/0/-). Захисники: Ярослав Бургр (-/0), Антонін Гоєр (-/1), Антонін Пернер (-/1), Рудольф Долейши (-/0). Півзахисники: Антонін Царван (-/0), Фердинанд Гайний (-/2), Ян Кноблох-Маделон (-/0), Франтішек Коленатий (-/1), Карел Пешек-Кадя (-/0), Ян Павлін (4/1). Нападники: Антонін Їран (-/5), Йозеф Малоун (-/0), Йозеф Мицлік (-/3), Антонін Мудрий (-/0), Адольф Патек (-/7), Йозеф Сильний (-/6), Ян Смолка (-/0), Ярослав Ладман (-/2), Франтішек Кухта (-/0), Малковський (-/2), Евжен Веселий (1/0). Невідома позиція: Леопольд Маншик (-/0), Ярослав Козел (-/0). Тренер: Джон Дік. |